# Баймульдінський сільський округ
Баймульді́нський сільський округ (каз. Баймолдин ауылдық округі, рос. Баймульдинский сельский округ) — адміністративна одиниця у складі Аккулинського району Павлодарської області Казахстану. Адміністративний центр — село імені Абилхаїра Баймульдіна.
Населення — 672 особи (2021; 821 у 2009, 1175 у 1999, 1794 у 1989).
Станом на 1989 рік існувала Восточна сільська рада (села Восточне, Такир, Теренколь). Село Теренколь було ліквідоване 2017 року.

## Склад
До складу округу входять такі населені пункти:
| Населений пункт                   | Старі назви | Населення, осіб (1989) | Населення, осіб (1999) | Населення, осіб (2009) | Населення, осіб (2021) |
| --------------------------------- | ----------- | ---------------------- | ---------------------- | ---------------------- | ---------------------- |
| імені Абилхаїра Баймульдіна, село | Восточне    | 969                    | 633                    | 455                    | 424                    |
| Такир, село                       | -           | 589                    | 432                    | 310                    | 248                    |
| Теренколь, село                   | -           | 236                    | 110                    | 56                     | -                      |